# Вид бассейна святого Марка со стороны мыса Догана
«Вид бассейна святого Марка со стороны мыса Догана» (итал. Veduta del bacino di San Marco dalla punta della Dogana) — картина итальянского живописца Каналетто. Создана примерно в 1730-1735 годах. Хранится в Пинакотеке Брера в Милане (в коллекции с 1928).

## Описание
Полотно, которое изображает бассейн святого Марка со стороны Пунта-делла-Догана, вместе с картиной «Большой канал» (также хранится в Пинакотеке Брера) составляют известную пару ведут Венеции зрелого периода творчества Каналетто, и были написаны незадолго до того, как художник перебрался в Лондон.
В отличие от ранних работ художника палитра осветлилась, мазок стал более четким, заметно использование полуденного освещения, а также начало появляться значительно большее количество персонажей, оживляющих картину. На протяжении XVIII века Венецианская республика теряла свои позиции и уже в конце века пришла в упадок. Впрочем, художник изображает величие города, воссоздавая его атмосферу и красоту.